# Gibbs Humdinga
Der Gibbs Humdinga ist ein Amphibienfahrzeug auf Basis des Hummer H1. Entwickelt wurde es für den Einsatz in unwegsamen Gelände, von dem gebürtigen Neuseeländer Alan Gibbs. Das Unternehmen Gibbs Technologies, das das Fahrzeug produziert, hat seinen Sitz in Warwickshire in der Nähe des englischen Coventry. 
Der Humdinga kann von 0 bis 60 mph in 9,2 Sekunden beschleunigen. Er hat ein Leergewicht von 2000 kg sowie eine radunabhängige Luftfederung. Das Fahrzeug ist 5400 mm lang, 1850 mm hoch und 2000 mm breit.
An Land erreicht der Humdinga 160 km/h mit 260 kW/350 PS. Zu Wasser bringt er es, aufgrund der Jet-Pumpe (Wasserstrahlantrieb) und durch seine Unterbodenarchitektur, auf 65 km/h. Wie beim Gibbs Aquada klappen die Räder per Knopfdruck ein, und das Automobil verwandelt sich in 12 Sekunden in ein Boot. Dieser Mechanismus ist während des Betriebes im „Landmodus“ gesperrt und wird erst dann freigeschaltet, wenn das Fahrzeug sich im „Wassermodus“ befindet. Dies garantiert, dass sich nicht während der Fahrt auf dem Land die Räder nach innen klappen.
Den Gibbs Humdinga gibt es in einer zivilen und einer militärischen Variante.